# Montse Morillo
Montse Morillo (Montmeló, 20 de març de 1978) és una actriu de teatre, cinema i televisió catalana. Formada a l'Institut del Teatre, on ha estudiat estudia Art Dramàtic, i a la Central School of Speech and Drama, de Londres. Ha fet cursos específics amb Will Keen, Andrés Corchero, Constanza Brncic, Carlota Ikeda, Hisako Horikawa, Miguel Manzo, Anna Subirana, Sol Picó, Ditte Berkeley i Sergiu Matis, entre d'altres.
La seva primera sèrie a TV3 va ser Temps de Silenci en el paper de Rossy, la filla de la portera.També va interpretar el personatge de Maribel Pereira a La riera. També en El cor de la ciutat, Porca Misèria, Temps de Silenci, La Laura, A prop de casa teva i Gira-sols Silvestres.
En teatre ha treballat, entre d'altres, amb Lara Díez Quintanilla, Mario Gas, el Pau Miró, el Lluís Pasqual, el Carol López, el Jordi Prat, el Ferran Utzet, la Mireia Chalamanch i el Sergiu Matis.
És poetessa i ha recitat poemes de diversos autors, entre els quals Hilda Hilst. També n'escriu de propis.

## Filmografia
- 2022 Girasoles silvestres. Pel·lícula, dirigida per Jaime Rosales. Policía 1
- 2022 Los misterios de Laura: El misterio del asesino inesperado. TV movie de TVE. Angélica.
- 2021 Moebius, serie de TV3. Júlia Segarra.
- 2021 El Inocente, serie de Netflix. Carmen. (Capítol 2)
- 2017 - Conservas, de Mireia Pozo (Curt) / Pequeña Silenciosa d'Alonso Ojea (Curt)
- 2016 - Cerca de tu casa. Dirigida per Eduard Cortés (pel·lícula) Lucía.
- 2010-2017 - La Riera (TV). Maribel Pereira
- 2008 - El cor de la ciutat (TV).
- 2008 - Porca Misèria (TV). Gala
- 2006 - By the River, de Ragi Kadirgamar (curt).
- 2002 - Aurora Borealis, de Lisbeth Dreyer (curt).
- 2001 - Temps de silenci (TV). Rossy
- 2001 - Sacarina. Endulzante artificial, de Jaime Razquin (curt).
- 1997 - La Laura (TV). Lidia
- 1997 - Brossa a l'ull, de Jordi Prat i Coll i Anna Llopart (curt)

## Teatre
- 2023-2024 Napalm al cor, de Pol Guasch. Direcció: Guillem Sánchez Garcia. /Sala Beckett.
- 2022: El senseespai, de Lara Díez. Direcció: Lara Díez / Sala Flyhard.
- 2014: Translations/Traduccions, de Brian Friel. Direcció: Ferran Utzet / Biblioteca de Catalunya.
- 2011: F3dra, de Marilia Samper. Direcció: Pep Pla / Sala Beckett.
- 2009: La casa de Bernarda Alba de Federico García Lorca. Direcció: Lluís Pasqual /Teatre Nacional de Catalunya i Teatre Espanyol.
- 2008: Las Troyanas, d'Eurípides. Direcció: Mario Gas / Teatre Espanyol, Teatre Grec i Festival de Mérida.
- 2007: Homebody/Kabul, de Tony Kushner. Direcció: Mario Gas./ Teatre Romea.
- 2007: Hasta aquí puedo leer, creació col·lectiva. Direcció: Pau Miró / La Cuina del I.T.
- 2005: Amor de Don Perlimplín con Belisa en su jardín, de Federico García Lorca. Direcció: Jaume Villanueva / Teatre Espanyol.
- 2005: Obra vista, de Jordi Prat i Coll. Direcció: Jordi Prat i Coll / Sala Beckett.
- 2005: Dits en joc, de David Ribera. Direcció: David Ribera / Sala Maria Plans.
- 2004: Una historia en quatre parts, creació col·lectiva. Direcció: Carol López / Teatre Lliure.
- 2003: Descalces, creació col·lectiva. Direcció: Amanda Díaz / Sala Maria Plans, Artenbrut i Ca l`Estruch.
- 2002: El público, de Federico García Lorca. Direcció: Jordi Prat i Coll / Teatre Estudi.
- 2001: La poesia dels assasins, de Pau Miró. Direcció: Pau Miró / Teatre Malic.
- 2000: Violació dels límits, de Manuel de Pedrolo. Direcció: Joan Castells / Gira per Catalunya.
- 1997: La bona gent, de Santiago Rusiñol. Direcció: Pep Cruz / Teatre Romea.